# Sally Binford
Sally Rossen (1924–1994), más conocida como Sally Binford por su apellido de casada, fue una arqueóloga y feminista nacida en Brooklyn, Nueva York, de ascendencia judía. 

## Biografía
Una serie de entrevistas con ella fue publicada por Janet Clinger en una colección denominada Nuestros Mayores, Seis Historias de Vida (en inglés: Our Elders, Six Bay Area Life Stories). En ellas, Sally explica que sus padres eran racistas, y recuerda que fue consciente de ello a partir de una relación que mantuvo con un chico asiático en segundo grado.
Bajo la influencia de sus padres, Sally empezó a estudiar en la Universidad privada de Vassar en 1942, pero un año más tarde abandonó sus estudios en contra de los deseos de sus padres. Después de trabajar dos años, decide realizar un programa de graduado en la Universidad de Chicago. Tuvo un breve matrimonio y un hijo, antes de divorciarse en 1950. 

En 1962, completa sus estudios de doctorado en la Universidad de Chicago en el departamento de antropología, con la publicación de un estudio sobre la prehistoria temprana en el Sáhara. La facultad era un mundo masculino y Sally Binford sentía que ella no era tomada en serio y experimentaba una discriminación de género por su condición femenina, por ser madre soltera y de mayor edad que la mayoría de sus colegas (tenía en ese entonces casi 30 años). Ejemplo de esto fue su experiencia durante unas excavaciones realizadas antes de terminar sus estudios en Chicago en las que participó en Francia. Estas estaban dirigidas por un arqueólogo que, según Sally, "no le gustaban las mujeres, no le gustaban los judíos y no creía en el divorcio", tres condiciones que ella cumplía. Además le exigió que, como mujer, todas las mañanas acompañara a su esposa a hacer las compras y a preparar el almuerzo para el equipo de excavación, a lo que ella se negó diciéndole:
"No estoy aquí para cocinar. Estoy aquí para excavar"
Poco después, Sally se mudó a Los Ángeles y comenzó a dar clases en la Universidad de California junto con su marido de entonces, Lewis Binford, donde tuvo varios estudiantes, como Michael Schiffer.
Sally Binford es cofundadora de la corriente arqueológica procesual, cuyo objetivo era crear una arqueología más científica mediante el impulso de técnicas cuantitativas. También se utilizaban nuevas tecnologías como medio de aproximación al estudio arqueológico. Por ejemplo, Don S. Rice argumentaba que esta escuela quería explicar por qué los acontecimientos históricos ocurrían, antes que sencillamente probar que habían sucedido. Sally y su entonces marido, Lewis Binford, cofundaron esta corriente, aunque la implicación de Sally Binford ha sido negada a menudo.
Desafió los estudios de François Bordes en 1960 sobre la clasificación de las herramientas líticas musterienses en Francia, creando el debate Bordes-Binford, que revelaban las diferencias tanto teóricas como prácticas de las escuelas europeas y americanas. Los resultados del debate cambiaron de forma radical la práctica de la arqueología prehistórica. Abandonó la profesión arqueológica y a su marido en 1969. Hacia fines de la década de 1960 Sally Binford y su marido Lewis publicaron el libro New Perspectives in Archaeology, como producto de un simposio celebrado en 1965 en la ciudad de Denver durante la Conferencia anual de la American Anthropological Association.  Este libro es considerado uno de los principales libros que dieron impulso a la Nueva arqueología, y su éxito ha sido atribuido en parte a las habilidades de edición de Sally. Sin embargo, en 1969 dejó la arqueología y al mismo tiempo a Lewis Binford, de quien años más tarde diría que tuvo malos comportamientos hacia ella por ser mujer.
A partir de entonces, se convirtió en una importante pionera de la liberación sexual y el feminismo en las décadas de los años setenta y ochenta del siglo XX. Tuvo varias relaciones abiertas y formó parte de comunidades donde se practicaba sexo libre; manteniendo luego una relación con otra mujer, Jan, durante varios años. A lo largo de los años publicó varios artículos en clave feminista sobre antropología y política actual.
Durante la década de 1970, mantuvo una relación a lo largo de varios años con el actor Jeremy Slate. Juntos mantuvieron una relación abierta con personas de ambos sexos. Durante algunos años recorrieron las islas de Hawái en un motorhome, volviendo luego a San Francisco, donde se separaron como pareja aunque siguieron unidos hasta la muerte de Sally. Sus aventuras en el movimiento de libertad sexual de dicha década quedó plasmado en el libro Thy Neighbor's Wife de Gay Talese de 1980.
Durante estos años se convirtió en un modelo feminista y fue una de las organizadoras de la primera conferencia Old Lesbian Conference que se desarrolló en San Francisco en 1989.
En enero de 1994, a la edad de 69 años, Sally se suicidó para evitar ser una persona dependiente y débil, en un acto que ya había planeado desde que tenía 50 años. Antes de suicidarse junto con su mascota, envió cartas a sus seres queridos y dejó su casa completamente ordenada.

## Para saber más
- Susie Bright (1996), "Checking Out: Sally Binford and the Planned Suicide". Originally published at Salon; collected in Bright (2003), Mommy's Little Girl ISBN 0970881576; this link from Bright's online journal (2006), archived copy at archive.org.
- Entrevista publicada por Janet Clinger (2005), Our Elders: Six Bay Area Life Stories ISBN 1413481531; este link es una reimpresión del diario online de Susie Bright (2008).

- Datos: Q22087927